# Адамс, Сесили
Се́сили Э́йприл А́дамс (англ. Cecily April Adams; 6 февраля 1958, Джамейка, Куинс, Нью-Йорк, США — 3 марта 2004, Лос-Анджелес, Калифорния, США) — американская актриса, театральный режиссёр, кастинг-директор, поэт-песенник и преподаватель актёрского мастерства.

## Биография
Сесили Эйприл Адамс родилась 6 февраля 1958 года в Джамейка (Куинс, Нью-Йорк, США) в семье актёра Дона Адамса (1923—2005) и его первой жены — певицы Аделаиды Эвантис, которые были женаты в 1945—1960 года. У Сесили был один брат и пятеро сестёр, трое из которых её сводные.

## Карьера
В период 1982—1999 годов Сесили снялась в 18-ти фильмах и сериалах. С 1987 по 2004 года Адамс стала кастинг-директором 23-х фильмов и сериалов. Также она была поэт-песенником. Много лет проработала театральным режиссёром и преподавателем актёрского мастерства.

## Личная жизнь
С 1989 года и до своей смерти Сесили была замужем за актёром Джимом Бивером (р. 1950), в браке с которым родила дочь Мэделин Роуз (р. 19.08.2001).

## Болезнь и смерть
В конце 2003 года Сесили, являющайся сторонницей здорового образа жизни, был диагностирован рак лёгких. На момент диагностирования рака дочери Адамс, Мэделин Роуз, было 2 года, и главным стимулом выжить было поднятие маленькой дочери. Она прошла множество различных процедур по лечению рака и даже прибегнула к множеству инновационных и экспериментальных методов лечения. Через 4 месяца активной и тяжёлой борьбы с болезнью, 3 марта 2004 года, 46-летней актрисы не стало. Она была кремирована, а её прах был развеян в Fern Canyon, и в Prairie Creek Redwoods State Park. Вдовец Сесили, Джим Бивер, выпустил книгу «Life's That Way», рассказывающую о последних месяцах жизни жены. Через год после смерти Адамс скончался её 82-летний отец, Дон Адамс, а ещё год спустя — её брат Шон.